# VC Gleisdorf
VC Gleisdorf – austriacki klub siatkarski z Gleisdorfu. Obecnie występuje w najwyższej klasie rozgrywek klubowych w Austrii. Od nazwy sponsora przyjął nazwę VC Jerich International.

## Rozgrywki krajowe
| Sezon     | Rozgrywki                 | Osiągnięcie |
| --------- | ------------------------- | ----------- |
| 2009/2010 | Austriacka Liga Siatkówki | 10. miejsce |

## Rozgrywki międzynarodowe
| Sezon     | Rozgrywki  | Osiągnięcie         |
| --------- | ---------- | ------------------- |
| 1990/1991 | Puchar CEV | faza kwalifikacyjna |
| 1991/1992 | Puchar CEV | I runda             |

## Kadra w sezonie 2010/2011
- Pierwszy trener:  Saša Jovanović

| Nr | Imię i nazwisko     | Data ur. | Wzrost | Pozycja      |
| -- | ------------------- | -------- | ------ | ------------ |
| 1  | Tobias Puntigam     | 1988     | 171    | libero       |
| 3  | Bernhard Hölzl      | 1981     | 202    | środkowy     |
| 7  | Markus Damm         | 1982     | 184    | rozgrywający |
| 12 | Markus Pacher       | 1985     | 191    | środkowy     |
| 13 | Johannes Leiner     | 1985     | 185    | przyjmujący  |
| 15 | Christoph Blümel    | 1979     | 198    | środkowy     |
|    | Thomas Hütter       | 1988     |        | rozgrywający |
|    | Christian Schloffer | 1991     |        | uniwersalny  |